# マドレーヌ・ルノー
マドレーヌ・ルノー（Madeleine Renaud、1900年2月21日 - 1994年9月23日）はフランスの女優。コメディ・フランセーズ、ルノー・バロー劇団、および、映画で活躍した。

## 生涯
パリに生まれた。本名リュシー・マドレーヌ・ルノー。中等教育を受けてのち、文学に興味を持ち、小説、戯曲などを書いた。フランス国立高等演劇学校(コンセルヴァトワール)に入り、ラファエル・デュフロのクラスで学んだ。同級にシャルル・ボワイエがいた。1920年の進級公演では、モリエールの『女房学校』のアニュス役で二等賞を得た。翌1921年の卒業公演では、マリー・ベルと一等賞をわかちあい、二人揃ってコメディ・フランセーズに入座した。
1923年、同座の幹部俳優シャルル・グランヴァル（Charles Granval）と結婚し、間もなく離婚したが、1男ジャン＝ピエール・グランヴァル（Jean-Pierre Granval）を得た。1926年、ミュッセの『若い娘は何を夢みるか』を、マリー・ベルと主演した。
1936年封切の映画、『美しき青春』（Hélène）で共演した在野の若手俳優ジャン＝ルイ・バローと、1940年頃結婚した。1944年、ナチスがパリを撤退した後、コメディ・フランセーズの運営委員会委員となった。
1946年、バローと共に同座を去って、『ルノー＝バロー劇団』（la compagnie Renaud-Barrault）を結成し、マリニー劇場（Théâtre Marigny）を本拠とした。1959年、時の文化相アンドレ・マルローの要請により、バローはオデオン座の支配人となり、劇団も転入したが、1968年、五月革命の学生らに劇場の占拠を許した廉で、オデオン座を追われ、エリゼ・モンマルトル劇場（Élysée Montmartre）、オルセー駅構内の仮小屋など転々としたのち、1981年、ロン・ポワン劇場（Théâtre du Rond-Point）に落着いた。
ルノー＝バロー劇団は外国公演も行い、日本には、1960年、1977年、1979年の3回、来演した。1977年、1979年の来日時には、息子のジャン＝ピエール・グランヴァルを、演出家として帯同した。
1994年9月、夫ジャン＝ルイ・バロー没の8ヶ月後、パリ北西郊のヌイイ＝シュル＝セーヌで死去した（94歳）。二人でパッシー墓地に眠っている。
1922年以降、40本近い映画に出演した。

## 舞台の記録
コメディ・フランセーズ時代には、127の役を演じたという。
その後も含めた演目は、以下の例示のように、古典から前衛にまで及んだ。
シェイクスピアの『ハムレット』／モリエールの『人間嫌い』／マリヴォー（Pierre Carlet de Chamblain de Marivaux）、『偽りの告白』／ミュッセの『若い娘は何を夢みるか』『当て馬』／ポール・クローデル、『繻子の靴』（縮小版）『黄金の頭』／ジロドゥ：『雅歌』『リュクレースのために』／ピエール・レストランゲス（Pierre Lestringuez）の『三色旗』（Tricolore）／カフカの『審判』／モンテルラン（Henry de Montherlant）の『死せる女王』（La Reine morte ）／アルマン・サラクルーの『怒りの夜』／サミュエル・ベケットの『幸福な日々』（Oh les beaux jours）／ジャン・ジュネの『屏風』／マルグリット・デュラスの『サヴァナ・ベイ』（Savannah Bay）『木立の中の日々』『ヴィオルヌの犯罪』（L'amante anglaise）／フランソワ・ビエドゥー（François Billetdoux）の『曇天のあと』／ヒギンズ（Colin Higgins）の「ハロルドとモード」（Harold et Maud）原作の映画の日本タイトル「ハロルドとモード 少年は虹を渡る」

## 日本に公開された映画
前の数字は初公開の、後の数字は日本公開の西暦年次である。
- 1933、1934：母の手（La maternelle）
- 1933、1934：トンネル（Le tunnel）
- 1934、1936：白き處女地 - Maria Chapdelaine
- 1936、1939：美しき青春（Hélène）
- 1938、1939：不思議なヴィクトル氏（L'etrange monsieur Victor）
- 1944、1993：この空は君のもの （Le ciel est à vous)
- 1943、1948：高原の情熱（Lumière d'été）
- 1952、1953：快楽（Le plaisir）
- 1962、1962：史上最大の作戦 - The Longest Day